# Csernai Pál
Csernai Pál (Pilis, 1932. október 21. – 2013. szeptember 1.) magyar válogatott labdarúgó, edző, aki elsősorban a Német Szövetségi Köztársaságban vált sikeressé. Csernai Tibor olimpiai bajnok labdarúgó testvére.

## Pályafutása

### Játékosként
Karrierjét a Csepeli Vasas középpályásaként kezdte. Felnőttek között 1952-ben mutatkozott be, hamarosan a csapat egyik alapemberévé vált. Magyarországi pályája csúcsát 1955-ben érte el, amikor két alkalommal is felléphetett a magyar labdarúgó-válogatottban. Az 1956-os forradalom után a Német Szövetségi Köztársaságba emigrált és az akkori bajnoki második Karlsruher SC játékosa lett, ahol huszonnyolc mérkőzésen lépett pályára és hat gólt szerzett. Az 1958/59-es szezont Svájcban töltötte, majd a Stuttgarter Kickers játékosa lett. Hat évet töltött ott és száztizenhárom mérkőzés alatt tizenegy gólt szerzett. Ezalatt Stuttgartban éttermet nyitott. Levezetésként megint Svájcba szerződött. 1966-ban fejezte be játékos-pályafutását.

### Edzőként
Edzői szakképesítését Svájcban szerezte, majd 1968-ban a másodosztályú Wacker Berlin edzője lett. Két évre rá a szintén másodosztályú (Regionalliga Süd) SSV Reutlingent edzette. 1971-ben a belga Royal Antwerp edzéseit vette át, de korán távoznia kellett a csapattól.
1973-ban visszatért az NSZK-ba és a badeni labdarúgó-szövetséghez került, ahol a helyi amatőr-válogatott edzője lett. 1977-ben Lóránt Gyula segítőjeként az Eintracht Frankfurt pályaedzője lett, majd egy szokatlan edzőcsere után Lóránttal együtt az FC Bayern Münchenhez került. Nem sokkal később menesztették Lórántot és Csernai vette át a bajorok vezetőedzői posztját, először csak ideiglenes jelleggel. Wilhelm Neudecker, a Bayern akkori elnöke eredetileg az osztrák Max Merkelt kívánta leszerződtetni, de a játékosok sztrájkfenyegetése miatt végül Csernai maradt a vezetőedző, viszont Neudecker lemondott.
1980-ban megszerezte a csapattal hat év után a német bajnoki címet, majd egy évre rá sikerült megvédeni azt. Sikeresen alkalmazta az újdonságnak számító területi védekezést alkalmazó, ún. Pál-rendszert. 1982-ben pedig bejutott a Bajnokcsapatok Európa-Kupája döntőjébe, ahol azonban kikapott az Aston Villától, és megnyerte a német labdarúgó-kupát. Ezek után elmaradtak a sikerek és 1983-ban távoznia kellett Münchenből.
1983-ban átvette a görög PAOK Szaloniki csapatát, de egy év után távozott onnan és a portugál Benficához szerződött, ahol korábban Guttmann Béla és Baróti Lajos is edzősködött. Bár megnyerte a portugál kupát, de a bajnokságban csak harmadik lett, ezért elment a klubtól.
Utána rövid ideig a Borussia Dortmund és a török Fenerbahçe csapatának vezetőedzője volt. 1988-ban korábbi csapata, az Eintracht Frankfurt kispadjára ült, de abban a szezonban a csapat több edzőt is foglalkoztatott, Csernait a karácsonyi ünnepség alkalmával menesztették. Egy év szünet után fél évig a svájci Young Boys Bernnél dolgozott. Nem sokkal később visszatért Németországba, ahol a kiesés ellen küzdő Hertha BSC Berlin edzéseit vezette, de itt sem dolgozhatott sokáig.
Hosszabb szünet után az Észak-koreai labdarúgó-válogatott szövetségi kapitányává nevezték ki, de nem tudott a csapattal kijutni az 1994-es labdarúgó-világbajnokságra, emiatt menesztették. Edzői pályafutásának végén hazatért Magyarországra és az EMDSZ Soproni LC vezetőedzője lett, de nem tudta a csapatot megmenteni a kieséstől. Ezután visszavonult az edzőségtől.
Jellegzetessége volt a selyemkendő, amelyeket szenvedélyesen gyűjtött. Agglegény.

## Sikerei, díjai

### Edzőként
Bayern München
- bajnok: 1979–80, 1980–81
- BEK döntős: 1981–82

Benfica
- portugál kupa: 1985

## Statisztika

### Mérkőzései a válogatottban
| Magyarország | Magyarország    | Magyarország               | Magyarország | Magyarország | Magyarország | Magyarország | Magyarország | Magyarország |
| #            | Dátum           | Helyszín                   | Hazai        | Eredmény     | Vendég       | Kiírás       | Gólok        | Esemény      |
| ------------ | --------------- | -------------------------- | ------------ | ------------ | ------------ | ------------ | ------------ | ------------ |
| 1.           | 1955. május 8.  | Oslo, Ullevaal Stadion     | Norvégia     | 0 – 5        | Magyarország | barátságos   | -            |              |
| 2.           | 1955. május 19. | Helsinki, Olimpiai Stadion | Finnország   | 1 – 9        | Magyarország | barátságos   | -            |              |
|              | Összesen        |                            |              | 2            | mérkőzés     |              | 0            | gól          |